# Меликян, Наталия Меликовна
Ната́лия Ме́ликовна Меликя́н (арм. Նատալյա Մելիքի Մելիքյան; 20 мая 1906, с. Муршудали, Российская империя — 25 июля 1989, г. Ереван, Армения), армянский ученый, доктор биологических наук, профессор, Заслуженный деятель науки Армянской ССР (7.03.1967).

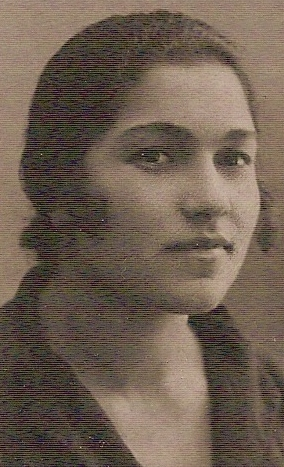
Наталия Меликян — студентка Ереванского государственного университета

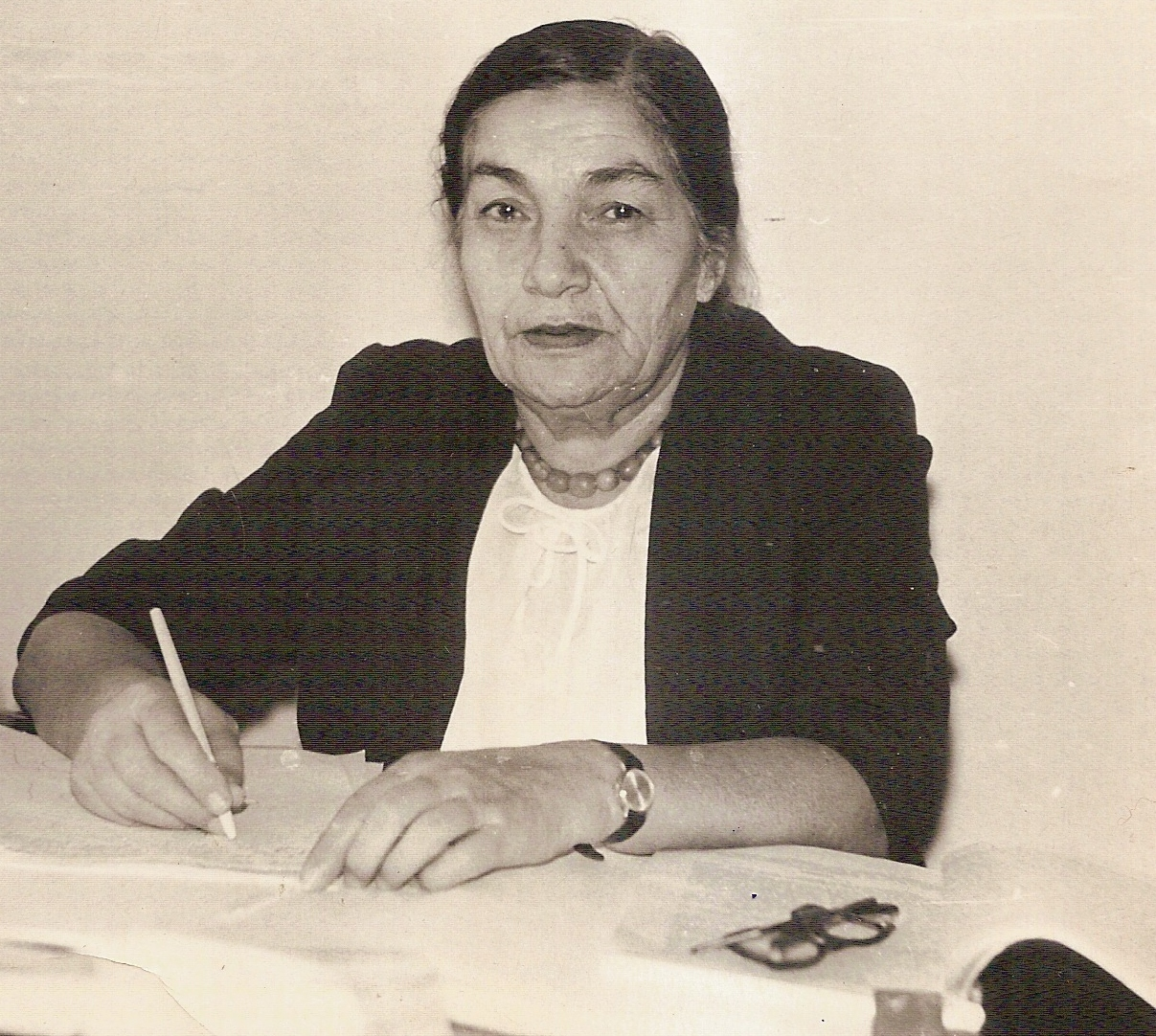
Др. Проф. Наталия Меликян

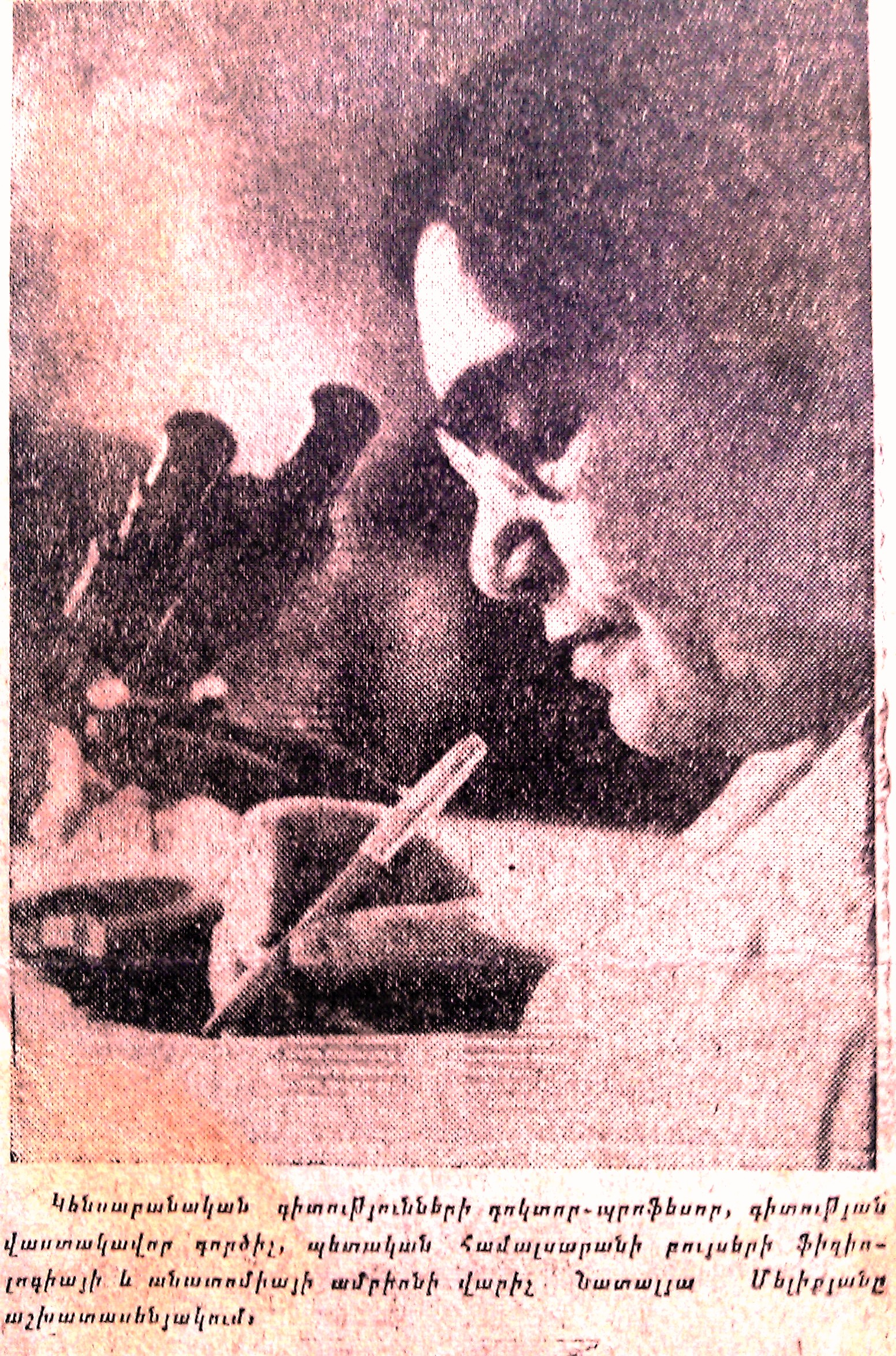
Доктор биологических наук, Профессор, Заслуженный деятель науки, заведующий кафедрой Анатомии и физиологии растений Ереванского государственного университета Наталия Меликян в лаборатории

## Биография
Наталия Меликян (Тер-Меликсетян) родилась 20 мая 1906 года в крупном армянском селе Муршудали Сурмалинского уезда Эриванской губернии. 2 года проучилась в начальной школе Игдира. Спасшись от Геноцида армян в 1918 году семья Меликян находит убежище в Ереване.
В 1926 году в Ереване заканчивает школу имени Александра Мясникяна и 2 года работает учителем начальной школы, в Разданском районе.
В 1928—1931 гг. Меликян студентка педагогического факультета Ереванского государственного университета. После окончания университета она поступает в аспирантуру на кафедру Анатомии и физиологии растений и в 1933 году начинает проводить свои исследования на кафедре Физиологии растений в факультете Биологии Московского государственного университета под руководством профессора Дмитрия Сабинина.
В 1934 году после возвращения в Ереван Меликян начала работать в Ереванском государственном университете, в новосозданном факультете Биологии на кафедре Анатомии и физиологии растений как ассистент профессора Акима Беделяна, а позже как заведующая лабораторией. В 1939 году в Ленинградском университете под руководством заведующего кафедрой Физиологии растений профессора Сергея Львова, защитила диссертацию на соискание ученой степени кандидата биологических наук по теме «Изучение масла льна-кудряша в условиях Армении». В 1940 году получила учёное звание доцента. Вела курс анатомии и физиологии растений. В те годы Меликян вместе с биологом Александром Араратяном занималась исследованием дикорастущих жиромасличных растений Армении, в целях промышленного применения. Вторая мировая война прервала все планы. В 1942 году на войне погиб муж Н. Меликян (Керчь, май 1942).
Вместе с прибывшим из Москвы профессором Михаилом Чайлахяном, который поддерживал тесные связи с кафедрой в течение 50 лет, Меликян начала изучать накопления лигнина и анатомические характеристики стеблей растений. Результаты исследований были обобщены в монографии «Структурные изменения и накопление лигнина в растениях в связи с условиями среды», опубликованной в 1959 г., которая имеет важную теоретическую и практическую значимость. Позже, в 1964 г. на основе этиx исследований Меликян защитила диссертацию на соискание ученой степени доктора биологических наук, a в 1966 г. получила учёное звание профессора.
С 1962 по 1977 гг. Меликян руководила кафедрой Анатомии и физиологии растений Ереванского государственного университета, а позже, с 1977 по 1985 гг. была профессором-консультантом кафедры. С 1962 по 1982 гг. она была научным руководителем на кафедре по проблеме «Анатомические, физиологические и биохимические особенности клубнеобразования растений». На основе этиx и другиx исследований на кафедре был защищён ряд кандидатскиx диссертаций.
Совместно с научно-педагогической деятельностью Меликян принимала активное участие в общественной жизни. За особые заслуги она была награждена орденом «Знак почета» (1953), а также другими медалями и грамотами. В 1967 г. Наталье Меликян было присвоено звание Заслуженного деятеля науки Армянской ССР.
Н. Меликян скончалась в возрасте 83 лет в Ереване (1989).

### Семья
- Отец — Мелик Тер-Меликсетян.
- Мать — Мариам Мкртчян.
- Брат — Георгий Меликович Меликян (1913—2006) — профессор, кандидат технических наук
- Муж — Барсег Григорьевич Мурадян (1904—1942), вышла замуж в 1931.
- Сын — Виул Барсегович Мурадян (1932—1986) — геолог, кандидат технических наук.
- Дочь — Нелли Барсеговна Мурадян (1942—2015) — биолог.

## Изданные труды
- Меликян Н. М. Изучение масла льна в условиях Армении (Հայաստանի կտավհատի յուղի ուսմնասիրությունը) // Научные труды XVI, Ереванский государственный университет 1941
- Меликян Н. М. О влиянии условий прохождения световой стадии развития на анатомическое строение растениях // Научные труды XXXII, Ереванский государственный университет 1951
- Меликян Н. М. Накопление лигнина в некоторых лесных видах в зависимости от водного режима (Լիգնինի կուտակումը մի քանի անտառային տեսակների մեջ՝ կապված ջրային ռեժիմի հետ) // Научные труды XXXIII, Ереванский государственный университет, 1952
- Араратян А. Г., Меликян Н. М. Дикорастущие жиромасличные растения Армении // Сборник научных трудов Армянского сельскохозяйственного института N9, Академия наук Армянской ССР 1955
- Меликян Н. М. Анатомические различия и количество лигнина в стеблях неполёгших и полёгших растений пшеницы, Научные труды N64 // Ереванский государственный университет 1958
- Меликян Н. М., Цовян Ж. В. Динамика накопления лигнина и структурные изменения кукурузы в зависимости от применения различных удобрений // Научные труды N69, Ереванский государственный университет 1959
- Меликян Н. М. Структурные изменения и накопление лигнина в растениях в связи с условиями среды, Издательство Ереванского университета 1959
- Меликян Н. М., Цовян Ж. В. Особенности формирования конусов роста глазков клубней картофеля в условиях Севана и Араратской равнины. // Биологический журнал Армении 16 (7), Академия наук Армянской ССР 1963
- Меликян Н. М., Гукасян И. А., Газарян Б. А. Влияние гиббереллина на анатомическое строение и накопление лигнина в растениях // Ученые записки 1 (105) Ереванский государственный университет 1967
- Меликян Н. М., Азарян К. Г. Влияние регуляторов роста и фотопериодической индукции на камбиальную деятельность абиссинской капсулы и периллы краснолистной // Доклады XLIX, Академия наук Армянской ССР 1969
- Меликян Н. М., Цовян Ж. В. Особенности формирования почек на клубнях картофеля // Биологический журнал Армении 22 (2), Академия наук Армянской ССР 1969
- Меликян Н. М., Цовян Ж. В. Формирование и развитие перидермы на клубнях картофеля // Биологический журнал Армении 24 (3), Академия наук Армянской ССР 1971
- Меликян Н. М. Введение в анатомию растений (Բույսերի անատոմիայի ներածություն), Издательство Ереванского университета 1972
- Меликян Н. М., Азарян К. Г. Влияние разных способов обработки гиббереллинном на камбиальную деятельность стеблей картофиля // Биологический журнал Армении 26 (11), Академия наук Армянской ССР 1973
- Меликян Н. М. Меристематическая ткань (Մերիստեմային հյուսվածք), Издательство Ереванского университета 1974
- Азарян К. Г., Меликян Н. М., Панян С. С. Влияние регуляторов роста на структурные особенности картофеля. / Регуляторы роста и развитие растений. Тезисы докладов. — М.: Наука, 1981
- Азарян К. Г., Меликян Н. М., Папян С. С. Действие регуляторов роста на анатомическое строение листьев картофеля // Биологический журнал Армении 35 (1), Академия наук Армянской ССР 1982
- Азарян К. Г., Меликян Н. М., Папян С. С. Формирование структуры стебля картофеля под влиянием различных концентраций гиббереллина // Биологический журнал Армении 40 (1), Академия наук Армянской ССР 1987